# Lalla Latifa
Prinzessin Lalla Latifa Amahzoune (arabisch لالة لطيفة أمحزون; marokkanisches Tamazight ⵍⴰⵍⵍⴰ ⵍⴰⵟⵉⴼⴰ ⴰⵎⴰⵃⵣⵓⵏ ⴰⵎⴰⵃⵣⵓⵏ; * 1946 in Kasba Tadla, Provinz Fquih Ben Salah, Französisch-Marokko; † 29. Juni 2024) war die Witwe von König Hassan II. Ihr ältester Sohn ist der marokkanische König Mohammed VI. Lalla Latifa war ebenfalls unter der Bezeichnung Mère des enfants royaux ‚Mutter der königlichen Kinder‘ bekannt.
Sie stammte vom Berber-Stamm der Zaianes (ⵉⵥⴰⵢⵢⴰⵏ; iẓayyan) und heiratete Hassan II. am 9. November 1961. Nach dem Tod Hassans II. heiratete sie im Jahr 2000 den Leibwächter ihres verstorbenen Mannes und ehemaligen Sicherheitschef des königlichen Palastes Mohamed Mediouri.
Im August 2022 erkrankte sie und wurde in Frankreich ins Krankenhaus eingeliefert; bei dieser Gelegenheit kam Mohammed VI., um sie dort zu besuchen.
Sie starb am 29. Juni 2024 im Alter von 78 Jahren.